# Fingalien
 (octobre 2023).
Si vous disposez d'ouvrages ou d'articles de référence ou si vous connaissez des sites web de qualité traitant du thème abordé ici, merci de compléter l'article en donnant les références utiles à sa vérifiabilité et en les liant à la section « Notes et références ».

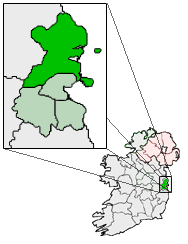
Localisation du Fingal.

Le fingalien est un dialecte mort issu du moyen anglais, autrefois parlée par les habitants du Fingal, une région située au nord de Dublin, en Irlande. Elle est apparentée au yola (aussi appelé dialecte de Forth et Bargy) parlé autrefois dans le comté de Wexford. Ces deux langues sont d'ailleurs souvent regroupées sous l'appellation commune de « yola et fingalien ». Elles ont toutes deux disparu au milieu du XIXe siècle.